# Lierstaarthoningspeurder
De lierstaarthoningspeurder (Melichneutes robustus) is een vogel uit de familie Honingspeurders (Indicatoridae).

## Kenmerken
Het verenkleed, dat bij beide geslachten gelijk is, is bruinachtig met witte buitenste staartpennen. De staart is liervormig, zoals de naam reeds zegt. De lichaamslengte bedraagt 9,5 cm en het gewicht 55 gram.

## Leefwijze
Hun voedsel bestaat hoofdzakelijk uit bijenwas, maar insecten staan ook op het menu.

## Voortplanting
Honingspeurders zijn broedparasieten; de vogels bouwen zelf geen nest, maar laten hun jongen grootbrengen door baardvogels.

## Verspreiding, leefgebied en status
Deze standvogel komt voor in bossen in het laagland en in heuvelig gebied, alsook in koffieplantages in Midden- en West-Afrika, met name van Sierra Leone en Guinee tot zuidwestelijk Ghana en van zuidoostelijk Nigeria en Kameroen tot westelijk Oeganda en oostelijk Congo-Kinshasa.

## Status
De lierstaarthoningspeurder heeft een groot verspreidingsgebied en daardoor alleen al is de kans op de status kwetsbaar (voor uitsterven) gering. De grootte van de populatie is niet gekwantificeerd. De vogels zijn overwegend zeldzaam en slechts plaatselijk algemeen. De aantallen nemen af. Echter, het tempo van achteruitgang ligt onder de 30% in tien jaar (minder dan 3,5% per jaar). Om deze redenen staat deze honingspeurder als niet bedreigd op de Rode Lijst van de IUCN.